# JDeveloper
JDeveloper는 오라클에서 제공하는 프리웨어 IDE이다. 자바, XML, SQL 및 PL/SQL, HTML, 자바스크립트, BPEL 및 PHP 개발을 위한 기능을 제공한다. JDeveloper는 설계부터 코딩, 디버깅, 최적화, 프로파일링, 배포까지 전체 개발 라이프사이클을 다룬다.
JDeveloper를 통해 오라클은 고급 코딩 환경을 구축하는 것 외에도 애플리케이션 개발에 대한 시각적이고 선언적인 접근 방식을 제공하는 데 중점을 두어 애플리케이션 개발을 단순화하는 것을 목표로 삼았다. 오라클 JDeveloper는 애플리케이션 개발을 더욱 단순화하는 엔드투엔드 자바 EE 기반 프레임워크인 오라클 ADF(Oracle Application Development Framework)와 통합된다.
핵심 IDE는 오라클의 다른 팀이 JDeveloper에 대한 확장을 구축하는 데 사용하는 API를 제공한다. BPEL, 포털, 비즈니스 인텔리전스 및 오라클 플랫폼의 기타 구성 요소는 모두 JDeveloper를 기반으로 디자인 타임 도구를 구축한다. 2012년 이후 출시된 썬 마이크로시스템즈(및 넷빈즈) 인수 버전을 수용하기 위해 넷빈즈 플랫폼과 중요한 코드를 공유하고 있다. 동일한 IDE 플랫폼은 오라클이 특별히 PL/SQL 및 데이터베이스 개발자를 대상으로 홍보하는 또 다른 오라클 제품인 SQL Developer의 기반 역할도 한다.